# Шеваль-Блан
О бордоской винодельне см. Шато Шеваль-Блан
Шева́ль-Блан (фр. Cheval-Blanc, окс. Lo Chivau Blanc) — коммуна во французском департаменте Воклюз региона Прованс — Альпы — Лазурный Берег. Относится к кантону Кавайон.

## Географическое положение

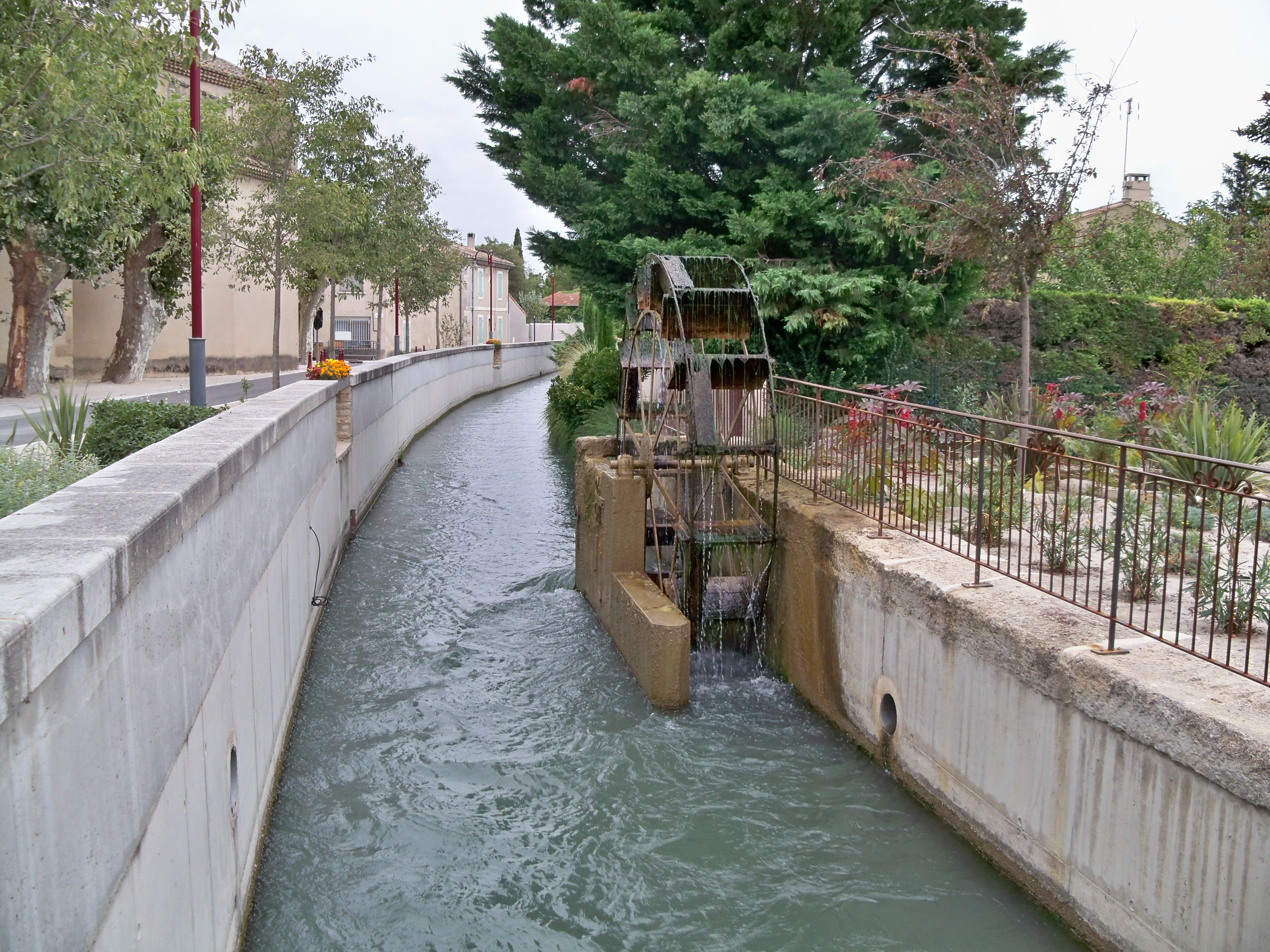
Дорога в Об (Канал Карпантра)

Шеваль-Блан расположен в 26 км к юго-востоку от Авиньона. Соседние коммуны: Тайад, Робьон и Мобек на северо-востоке, Оргон на юго-западе, План-д'Оргон на западе, Кавайон на северо-западе.
Находится у западного края Малого Люберона. В окрестностях коммуны расположена туристическая достопримечательность Регалонское ущелье.

## Демография
Население коммуны на 2010 год составляло 4138 человек.
| 1962 | 1968 | 1975 | 1982 | 1990 | 1999 | 2010 |
| ---- | ---- | ---- | ---- | ---- | ---- | ---- |
| 1839 | 1880 | 2029 | 2372 | 3032 | 3524 | 4138 |

## Достопримечательности
- Церковь Сен-Пьер, бывшая часовня, датируемая 1650 годом, расширена сначала в 1744 году, а затем в 1850 году.
- Часовня Сент-Терез.
- Дорога в Об — Канал Карпантра.